# San Gabriel, Jalisco
San Gabriel là một đô thị thuộc bang Jalisco, México. Năm 2005, dân số của đô thị này là 13378 người.